# Prîazovske
Prîazovske (în ucraineană Приазовське) este așezarea de tip urban de reședință a raionului Prîazovske din regiunea Zaporijjea, Ucraina. În afara localității principale, mai cuprinde și satele Biloriceanske, Hamivka, Novoivanivka, Tavriiske și Vîșneve.

## Demografie
Componența lingvistică a așezării de tip urban Prîazovske
     Rusă (74,92%)
     Ucraineană (23,66%)
     Alte limbi (0,73%)
Conform recensământului din 2001, majoritatea populației așezării de tip urban Prîazovske era vorbitoare de rusă (74,92%), existând în minoritate și vorbitori de ucraineană (23,66%).